# NGC 7657
NGC 7657 (другие обозначения — PGC 71456, ESO 148-12) — спиральная галактика с перемычкой (SBd) в созвездии Тукан.
Этот объект входит в число перечисленных в оригинальной редакции «Нового общего каталога».